# 韋斯帕克 (加利福尼亞州)
韋斯帕克（英語：West Park）是位於美國加利福尼亞州弗雷斯諾縣的一個人口普查指定地區。

## 地理
韋斯帕克的座標為36°42′37″N 120°51′05″W / 36.71028°N 120.85139°W，而該地最高點為海拔高度81米（即266英尺）。

## 人口
根據2010年美國人口普查的數據，韋斯帕克的面積為4.640平方千米，當中陸地面積為4.640平方千米，而水域面積為0.000平方千米。當地共有人口1157人，而人口密度為每平方千米249人。